# Frederik August Vilhelm Kolling
Frederik August Vilhelm Kolling, född den 2 mars 1833 i Köpenhamn, död den 28 juli 1871 på Sankt Hans Hospital,  var en dansk matematiker. 
Kolling ville först bli polytekniker, men fick genom att höra Ramus föreläsningar över matematik på 
Polyteknisk Læreanstalt så stort intresse för detta ämne, att han valde det till sitt specialstudium. År 1857 blev han student, och redan året efter anställdes han vid läroanstalten som lärare i matematik, en post på vilken han verkede med stor energi och samvetsgrannhet, till dess han 1870 var tvungen att dra sig tillbaka av hälsoskäl.